# Franklyn F. Bond
Franklyn F. Bond (* 1. Juli 1897 in New York City; † 6. August 1946  in Seattle) war ein US-amerikanischer Ichthyologe. 

## Leben
Bond studierte an der Cornell University und war dort Kapitän der Fechtmannschaft. Mit seiner Frau Annete G. Bond, die er 1927 geheiratet hatte, bekam er fünf Kinder.

## Forschungen
Bond erforschte die Regenwälder Süd- und Mittelamerikas und entdeckte einige bis dahin unbekannte Tier- und Pflanzenarten. Insbesondere legte er Sammlungen von mehreren tausend Fischen an, darunter zum Beispiel die ersten Exemplare von Corydoras septentrionalis. Eine weitere seiner Entdeckungen waren 1937 die Endlers Guppys. Von 1938 bis 1940 fing Bond als erster systematisch Süßwasserfische im Maracaibo-Tiefland in Venezuela. Das Museum of Zoology der Universität Michigan beherbergt eine Sammlung dieser Fische. Weitere Exemplare befinden sich im Besitz der Stanford University. Unter den in Venezuela entdeckten Spezimen befanden sich zahlreiche neue Arten, darunter der nach Bond benannte Rivulus bondi. Auch Corydoras bondi, eine weitere Welsart, wurde später nach ihm benannt.
Nicht nach ihm benannt sind Ariomma bondi und Malacoctenus bondi, die ihren Namen nach dem britischen Ornithologen James Bond tragen.